# Lá Vem o Alemão
"Lá Vem o Alemão" é uma canção do grupo Mamonas Assassinas, lançada em seu primeiro e único álbum, Mamonas Assassinas (1995). Na gravação original, contou com a participação de músicos dos grupos Art Popular e Negritude Júnior, além do vocalista Dinho imitar as vozes de Luiz Carlos (vocalista do grupo Raça Negra) e Netinho de Paula (do Negritude Júnior).

## A canção
O título da faixa parodia o pagode romântico "Lá Vem o Negão" (de Cravo e Canela), bastante popular na época em que o disco Mamonas Assassinas foi lançado. "Lá Vem o Alemão" conta com a participação de Leandro Lehart, do Art Popular, tocando cavaquinho e Fabinho, do Negritude Júnior, tocando percussão. Conforme Dinho, essa foi a canção mais difícil de ser gravada porque a banda não sabia tocar pagode, o que os fez convidarem outros músicos de pagode. Na letra, fazem referência à Kombi, cuja marca já foi citada em outras canções do mesmo álbum.

## Ficha técnica
Banda
- Dinho: vocal
- Bento Hinoto: guitarra e vocais de apoio
- Samuel Reoli: baixo e vocais de apoio
- Sérgio Reoli: bateria e vocais de apoio
- Júlio Rasec: teclado e vocais de apoio

Músicos de apoio
- Leandro Lehart: cavaquinho
- Fabinho: percussão
- Rick Bonadio: produção